# Вустер (Вісконсин)
Вустер (англ. Worcester) — місто (англ. town) в США, в окрузі Прайс штату Вісконсин. Населення — 1543 особи (2020).

## Демографія
Згідно з переписом 2010 року, у місті мешкало 1555 осіб у 695 домогосподарствах у складі 483 родин. Було 1281 помешкання
Расовий склад населення:
| - 98,8 % — білих - 0,3 % — корінних американців - 0,1 % — вихідців з тихоокеанських островів - 0,1 % — чорних або афроамериканців |

До двох чи більше рас належало 0,6 %. Частка іспаномовних становила 0,3 % від усіх жителів.
За віковим діапазоном населення розподілялося таким чином: 18,1 % — особи молодші 18 років, 61,3 % — особи у віці 18—64 років, 20,6 % — особи у віці 65 років та старші. Медіана віку мешканця становила 49,3 року. На 100 осіб жіночої статі у місті припадало 107,1 чоловіків;  на 100 жінок у віці від 18 років та старших — 109,7 чоловіків також старших 18 років.
Середній дохід на одне домашнє господарство  становив 76 843 долари США (медіана — 53 583), а середній дохід на одну сім'ю — 93 122 долари (медіана — 70 417). Медіана доходів становила 43 125 доларів для чоловіків та 33 583 долари для жінок. За межею бідності перебувало 7,8 % осіб, у тому числі 12,4 % дітей у віці до 18 років та 9,1 % осіб у віці 65 років та старших.
Цивільне працевлаштоване населення становило 714 осіб. Основні галузі зайнятості: виробництво — 30,4 %, освіта, охорона здоров'я та соціальна допомога — 18,2 %, сільське господарство, лісництво, риболовля — 9,8 %, роздрібна торгівля — 9,7 %.